# Norval Morrisseau
Norval Morrisseau, ook bekend als Copper Thunderbird (Beardmore, 14 maart 1932 – Toronto, 4 december 2007) was een kunstschilder en Ojibwe (inheemse Amerikaan) afkomstig uit het noordwestelijke deel van Ontario (Canada).
Zijn werken kenmerken zich door beelden uit de traditionele verhalen of legendes van zijn volk die eeuwenlang mondeling en via petroglieven en schrift op berkenbast zijn doorgegeven. Zijn stijl kenmerkt zich door onvermengde zuivere kleuren met dikke zwarte omlijningen (Outline drawing). Tevens introduceerde hij de X-ray (röntgenstralen) afbeeldingen waarbij hij het innerlijke van dieren en mensen weergeeft. Zijn werken, die wel Medicine (of Legend) Painting wordt genoemd, zijn magisch-spiritueel van aard. Zijn stijl heeft geleid tot de vorming van een kunststroming, de Woodlandsschool, met als basis het eiland Manitoulan in het Huronmeer.

## Levensloop
Morrisseau is geboren uit een Métis vader en een Ojibwe moeder als lid van de Sand Point Nation (tegenwoordig: Bingwi Neyaashi Anishinaabek First Nation), uit Sand Point, in de buurt van Beardmore, Ontario. De naam Miskwaabik-Animikii of "Copper Thunderbird" werd aan hem gegeven door een medicijnvrouw die hem behandelde tegen tuberculose, toen hij 19 jaar was. Het was een laatste poging zijn leven te redden. Koper is een heilig metaal en Thunderbird (Dondervogel) een machtig wezen in de traditionele verhalen van de Ojibweg. Hij ondertekent zijn schilderijen altijd met (een variatie op) deze naam in Cree-symbolen, die hij leerde van zijn vrouw, een lid van de Anishininiwag (Oji-Cree) uit Sandy Bay, Noordwest-Ontario. Op zijn zeefdrukken ondertekent hij zijn naam met het Latijnse alfabet.
In de traditie van de Ojibweg (Anishinaabeg) werd Norval, als oudste zoon, door de grootouders van moeders kant grootgebracht. Aangezien zijn grootvader Mozes "Potan" Nanakonagos, een medicijnman en mysticus met bijzondere spirituele gaven, hem al vroeg in vertrouwen nam, verwierf Norval de oude kennis en verhalen reeds op een jonge leeftijd.
Men denkt dat Norval van zijn grootvader een missie kreeg. Deze was de Ojibwe-waarden, tradities en geloof in zijn werken vast te leggen, aangezien ze verloren dreigden te gaan. Norval spreekt ook over een visioen tijdens de periode dat hij aan tuberculose leed. In dit visioen werd hem door de manidoog (geesten) bescherming beloofd indien hij hiermee zou doorgaan.
Deze missie resulteerde in zijn artistieke visie die de basis legde voor een kunststroming die door de beoefenaars ervan met de term Medicine Painting werd aangeduid, maar wereldwijd bekend werd als "The Woodland School of Art". Deze kunststroming maakt legendes en traditionele verhalen uit Anishinaabe- gemeenschappen zichtbaar met behulp van afbeeldingen. Als algemeen aanvaarde "vader" van deze stroming opende Norval de deuren voor vele gelijkdenkenden en heeft hij vele volgers gekregen en kunstenaars beïnvloed. Hij was een vooraanstaand lid van de "Professional Native Indian Artists Association" beter bekend als de "Indian Group of Seven", waaronder ook Alex Janvier, Daphne Odjig, Jackson Beardy, Carl Ray, Eddy Cobiness en Joseph Sanchez.
Norval Morrisseau heeft vele onderscheidingen ontvangen, waaronder de "Order of Canada", de hoogste onderscheiding die burgers in Canada kunnen ontvangen. Tevens heeft hij de hoogste onderscheiding van de "Assembly of First Nations" ontvangen, de "Eagle Feather". Hij heeft talloze solo- en groepstentoonstellingen gehad. Hij was de enige Canadese schilder die in 1989 was uitgenodigd voor de expositie "Magiciens de la Terre" (Magiërs van de Wereld) in Centre Georges Pompidou (Parijs) als onderdeel van de tweehonderdjarige viering van de Franse Revolutie.
Recent heeft Norval Morrisseau een tentoonstelling "Norval Morrisseau, Shaman Artist" gehad in the "National Gallery of Canada", de eerste solo tentoonstelling van een First Nations kunstenaar die daar werd gehouden. Deze tentoonstelling is nu aan het rondreizen naar de "Thunder Bay Art Gallery" in Thunder Bay, de "McMichael Canadian Art Collection" in Toronto, de "Institute of American Indian Arts Museum" (IAIA Museum) in Santa Fe (New Mexico) (tot 6 september 2007) en de "National Museum of the American Indian" in Manhattan (New York) (6 oktober 2007 tot 6 januari 2008).
Norval Morrisseau overleed eind 2007 in Toronto aan de gevolgen van de ziekte van Parkinson, waar hij langdurig aan heeft geleden.

## Exposities (recent solo)
- National Gallery of Canada, Ottawa: 3 februari - 30 april 30 2006
- Thunder Bay Art Gallery, Thunder Bay (Ontario): 6 juni - 4 september 2006
- McMichael Canadian Art Collection, Kleinburg/Toronto (Ontario): 30 september – 14 januari 2007
- Institute of American Indian Arts Museum, Santa Fe (New Mexico): 15 juni – 3 september 2007
- National Museum of the American Indian, New York: 30 oktober 2007 – 20 januari 2008